# Dysnomia (satelit)
Dysnomia (formal (136199) Eris I Dysnomia) este singurul satelit cunoscut al planetei pitice Eris și probabil al doilea cel mai mare satelit cunoscut al unei planete pitice, după Pluto I Charon. A fost descoperită în 2005 de Mike Brown și echipa de optică adaptivă a stelelor de ghidare cu laser de la Observatorul W. M. Keck și a purtat denumirea provizorie de S/2005 (2003 UB313) 1 până când a fost numită oficial Dysnomia (din cuvântul grecesc antic Δυσνομία adică anarhie/nelegiuire) după fiica zeiței grecești Eris.
Dysnomia are un diametru estimat de 700±115 (25% până la 35% din diametrul lui Eris) și se numără printre cele mai mari obiecte din regiunea transneptuniană.

## Descoperire

Concepția artistului despre planeta pitică Eris văzută de deasupra suprafeței lui Dysnomia

Pe parcursul anului 2005, echipa de optică adaptivă de la telescoapele Keck din Hawaii a efectuat observații ale celor mai strălucitoare patru obiecte din centura Kuiper (Pluto, Makemake, Haumea și Eris), utilizând noul sistem de optică adaptivă a stelelor de ghidare laser recent pus în funcțiune. Observațiile făcute pe 10 septembrie 2005 au relevat un satelit pe orbită în jurul lui Eris, denumită provizoriu S/2005 (2003 UB313) 1. În concordanță cu porecla Xena care era deja folosită pentru Eris, satelitul a fost poreclit „Gabrielle” de către descoperitorii săi, după acompaniatoarea Xenei.

## Caracteristici fizice
Dysnomia are un diametru estimat de 700 ± 115 km cu un albedo de 0.04+0.02
−0.01. Estimarea a fost obținută utilizând observația radiometrică de la observatorul ALMA în regiunea spectrală submilimetrică. Este posibilă o gamă largă de mase potențiale pentru satelit, în funcție de densitatea acestuia, cu un raport de masă a sistemului de oriunde de la 37:1 la 115:1. Astfel, masa lui Dysnomia ar putea fi oriunde de la 0.143×1021 kg cu o densitate minimă de 0.8 g/cm3, până la 0.445×1021 kg dacă are aceeași densitate ca Eris (2.43 g/cm3, de trei ori mai mare). Cu toate acestea, având în vedere diferența extremă de albedo, este puțin probabil ca Dysnomia să fie un corp solid ca Eris, și este mai probabil ceva spre limita de jos a intervalului.
Forma Dysnomiei nu este cunoscută. Ar putea avea o formă sferică datorită dimensiunilor sale mari; este mai mare decât cei trei sateliți elipsoidali cei mai mici ai lui Saturn și Uranus (Enceladus, Mimas și Miranda).  Este al 17-lea cel mai mare satelit cunoscut din sistemul solar.  În imaginile de descoperire, Dysnomia a fost de ~60 de ori mai slabă (sau 4,43 magnitudini) decât Eris în banda K, și observațiile ulterioare cu telescopul spațial Hubble au constatat că este de 500 de ori mai slabă în banda vizibilă. Acest lucru indică un spectru foarte diferit și destul de roșu, indicând o suprafață semnificativ mai întunecată. Dintre sateliții cunoscuți ai planetelor pitice, numai Charon este mai mare decât Dysnomia.

## Orbită
Combinând observațiile Keck și Hubble, orbita lui Dysnomia a fost folosită pentru a determina masa lui Eris prin cea de-a treia lege a mișcării planetare a lui Kepler. Distanța medie orbitală a Dysnomiei față de Eris este de aproximativ 37.300 km (23.200 mi), cu o perioadă orbitală calculată de 15,786 zile, sau aproximativ o jumătate de lună. Aceasta arată că masa lui Eris este de 1,27 ori mai mare decât masa lui Pluto. Observațiile extinse ale lui Hubble indică faptul că Dysnomia are o orbită aproape circulară în jurul lui Eris, cu o excentricitate orbitală scăzută de 0.0062±0.0010. Pe parcursul orbitei lui Dysnomia, distanța sa față de Eris variază cu 462 ± 105 km (287 ± 65 mi) datorită orbitei sale ușor excentrice.
Simulările dinamice ale lui Dysnomia sugerează că orbita sa ar fi trebuit să se circularizeze complet prin interacțiuni reciproce mareice cu Eris în intervale de timp de 5-17 milioane de ani, indiferent de densitatea satelitului. O excentricitate diferită de zero ar însemna astfel că orbita lui Dysnomia este perturbată, posibil din cauza prezenței unui satelit interior suplimentar al lui Eris. Cu toate acestea, este posibil ca excentricitatea măsurată să nu fie reală, ci din cauza interferenței măsurătorilor de către caracteristicile albedo sau erorilor sistematice. 
Din observațiile Hubble din 2005 până în 2018, înclinația orbitei lui Dysnomia în raport cu orbita heliocentrică a lui Eris este calculată a fi de aproximativ 78°. Deoarece înclinația este mai mică de 90°, orbita lui Dysnomia este, prin urmare, progradă față de orbita lui Eris. În 2239, Eris și Dysnomia vor intra într-o perioadă de evenimente reciproce în care planul orbital al lui Dysnomia este aliniat la marginea Soarelui, permițând lui Eris și Dysnomia să se eclipseze pe rând.

## Formare
Astronomii știu acum că cele mai strălucitoare șase obiecte din centura Kuiper (KBO) au sateliți. Dintre membrii mai slabi ai centurii, doar aproximativ 10% sunt cunoscuți ca au sateliți. Se crede că acest lucru implică faptul că coliziunile dintre KBO mari au fost frecvente în trecut. Impacturi între corpuri de ordinul a 1000 de km în diametru ar arunca cantități mari de material care s-ar uni într-un satelit. Se crede că un mecanism similar a dus la formarea Lunii când Pământul a fost lovit de un impactor uriaș la începutul istoriei Sistemului Solar.

## Nume
Mike Brown, descoperitorul satelitului, a ales pentru satelit numele Dysnomia. Ca fiică a lui Eris, Dysnomia mitologică se potrivește cu modelul stabilit de a numi sateliți după zei asociați cu corpul primar (prin urmare, cei mai mari sateliți ai lui Jupiter sunt numiți după iubitorii lui Jupiter, în timp ce cei ai lui Saturn sunt numiți după semenii săi titani). De asemenea, traducerea în engleză a lui „Dysnomia”, „lawlessness”, face ecoul lui Lucy Lawless, actrița care a jucat-o pe Xena în Xena: Warrior Princess la televizor. Înainte de a primi numele lor oficiale, Eris și Dysnomia fuseseră poreclite „Xena” și „Gabrielle”, deși Brown afirmă că legătura a fost accidentală.
Un motiv principal al numelui a fost asemănarea acestuia cu numele soției lui Brown, Diane, după un model stabilit cu Pluto. Pluto își datorează numele în parte primelor sale două litere, care formează inițialele lui Percival Lowell, fondatorul observatorului în care a lucrat descoperitorul său, Clyde Tombaugh, și persoana care a inspirat căutarea pentru „Planeta X”. James Christy, cel care a descoperit-o pe Charon, a făcut ceva asemănător adăugând terminația grecească -on la Char, porecla soției sale Charlene. (Christy nu știa că „Charon” rezultat era o figură în mitologia greacă.) „Dysnomia”, în mod similar, are aceeași primă literă ca și soția lui Brown, Diane, și Brown folosește porecla „Dy” /ˈdaɪ/ pentru satelit, pe care o pronunță la fel ca și porecla soției sale, Di. Din această cauză, Brown pronunță numele complet /daɪsˈnoʊmiə/, cu un sunet lung „y”.